# 제2전술공군
제2전술공군 (2TAF)은 제2차 세계 대전 중과 그 이후 영국 왕립 공군 (RAF)의 3개 전술공군 중 하나였다. 이 부대는 RAF, 다른 영연방 공군, 그리고 독일이 점령한 지역 출신의 공군은 구성되었다. 1945년에 영국 점령 공군으로 이름이 변경되었고, 2TAF는 1951년에 재창설되어 1959년에 독일 왕립 공군이 되었다.

## 창설
2TAF는 1943년 6월 1일, 1년 뒤 유럽 침공을 위한 준비와 관련하여 육군 협력 사령부로부터 전술공군 본부로 창설되었다. 영국 육군을 현장에서 지원할 수 있는 병력을 구성하기 위해 전투사령부와 폭격사령부 양쪽에서 부대를 가져왔다. 폭격사령부는 제2집단에 경폭격기를 제공했고, 전투사령부는 본토 방어를 위한 전투기 부대를 유지하는 영국 본토 방공사령부와 항공기를 운용하는 제83집단 및 제84집단, 그리고 지상 기반 부대를 통제하는 제85집단으로 나뉘어 제2전술공군에 편입되었다. 또한, 돌격 글라이더를 견인하는 제38집단과 전략 정찰 사진을 제공하는 제140비행대대도 창설 당시 전술공군의 일부였다.

## 제2차 세계 대전
2TAF의 초대 사령관은 공군 원수 존 달비악 경이었고, 1944년 1월 21일에는 제2TAF와 가장 관련이 깊은 인물인 아서 코닝엄 공군 원수 경이 그 뒤를 이었다. 코닝엄은 북아프리카와 이탈리아에서 사막 공군을 지휘하여 빠르게 움직이는 지상전 지원에 필요한 작전 유형에 대한 풍부한 경험을 가지고 있었다. 그는 제2TAF를 당면한 도전에 맞설 수 있는 지휘부로 다듬었으며, 항공기의 "택시 순번" 시스템을 근접항공지원에 활용하는 것을 포함하여 이탈리아에서 얻은 많은 교훈을 제2TAF의 교리에 통합시켰다.

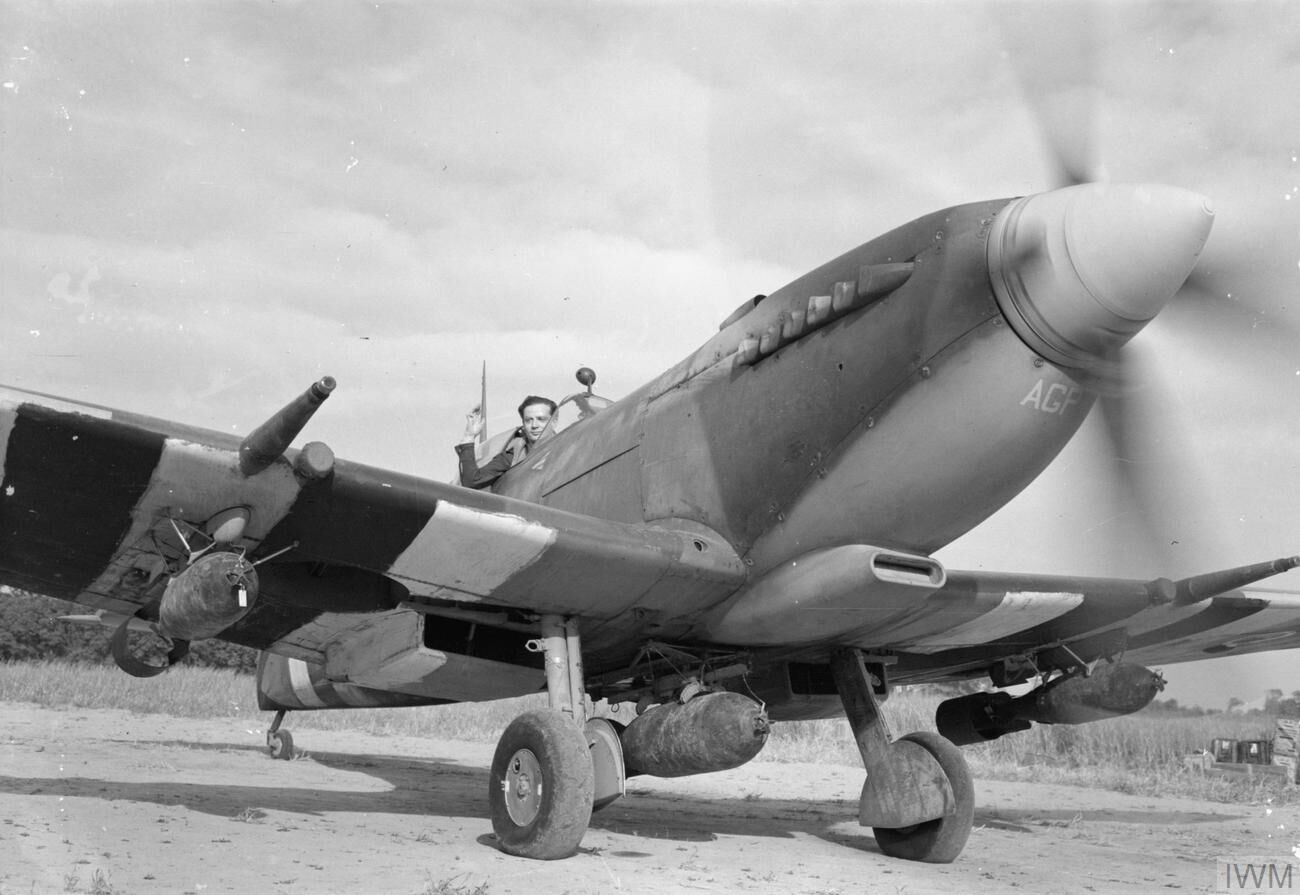
제2TAF 제125비행단의 지휘관인 제프리 페이지가 1944년 6월 노르망디 롱그 쉬르 메르에서 스피트파이어 IX를 타고 출격하려 하고 있다.

로열 네이비 준장 E.C. 손턴이 지휘하는 제34정찰비행단은 오버로드 작전 내내 함포 사격 지원을 위한 항공 표적 관측 부대로 활동했다. 이 비행단에는 제2비행대대, 제26비행대대, 제63비행대대, 제268비행대대, 제414비행대대 (캐나다 왕립 공군), 제808해군항공비행대대, 제885해군항공비행대대, 제886해군항공비행대대, 제897해군항공비행대대가 포함되었으며, 잠시 동안 미국 해군의 VOS-7도 포함되었다.
전쟁의 이 후기 단계에서는 독일 루프트바페는 한때의 조직의 희미한 그림자에 불과했다. 대부분의 제2TAF는 연합국 원정군 최고사령부의 좌측 측면에서 영국군과 캐나다군을 지원하는 데 시간을 보냈다. 한 가지 주목할 만한 예외는 1945년 새해 첫날에 감행된 루프트바페의 마지막 대규모 공격인 보텐플라테 작전으로, 이때 제2TAF는 지상에서 심각한 손실을 입었다.
1945년 1월 20일, 제616비행대대 소속 글로스터 미티어 제트기 4대가 벨기에의 멜스브로엑 공군기지로 이동하여 제2전술공군에 배치되었다.
1945년 2월, 수송 부대인 제87집단 (영국 왕립 공군)이 창설되었다. 이 부대는 제2TAF/BAFO의 일부가 되었으나, 1946년 7월 15일에 제87비행단 (영국 왕립 공군)으로 축소되었다.

## 제2차 세계 대전 이후
제2TAF는 1945년 7월 15일 영국 점령 공군으로 개칭되었다. 처음에는 4개 집단(2, 83, 84, 85 집단)의 대규모 병력이었으나, 제2집단은 1947년 5월 1일 해체되었다.
1947년 말까지 병력은 3개 비행장의 10개 비행대대로 줄어들었으며, 이들은 모두 바트 아일젠의 공군 본부의 직접 통제하에 있었다. 1951년, 영국 점령 공군은 1951년 9월 1일 제2전술공군 재창설과 함께 이전 명칭으로 돌아갔다.
제2집단은 1951년 9월 1일 다시 제2전술공군으로 이전되었으나, 1958년 11월 15일 해체되었다. 제83집단 영국 왕립 공군은 1952년부터 1958년까지 제2TAF의 남부 지역을 통제했다. 1956년 7월 1일, 제2집단은 알호른(제125비행단 영국 왕립 공군), 파스베르크 왕립 공군기지(제121비행단 (영국 왕립 공군)), 귀터슬로(제551비행단 (영국 왕립 공군), 폭격사령부 통제하), 예버(제122비행단 (영국 왕립 공군)), 라브루흐(제34비행단), 올덴부르크 왕립 공군기지(제124비행단 (영국 왕립 공군)), 그리고 분스토르프 왕립 공군기지(제123비행단 (영국 왕립 공군))의 비행단을 포함하는 것으로 보였으며, 제83집단은 브뤼겐 왕립 공군기지, 첼레 공군기지, 가일렌키르헨 왕립 공군기지, 반 왕립 공군기지, 그리고 빌덴라트 왕립 공군기지의 비행단을 지휘했다.
제2전술공군은 1959년 1월 1일 독일 왕립 공군으로 재지정되었고, 이 시점부터 독일 왕립 공군 사령관은 NATO 제2연합전술공군 (2 ATAF)의 사령관이 되었다.

## 사령관

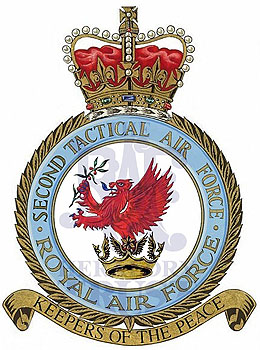
제2전술공군 공식 휘장

### 제2전술공군
- 1943년 6월 1일 공군 원수 존 달비악 경
- 1944년 1월 21일 아서 커닝엄 공군 원수 경

### 영국 점령 공군
- 1945년 7월 15일 쇼토 더글러스 공군 최고사령관 경
- 1946년 2월 1일 필립 위글스워스 공군 원수 경
- 1948년 10월 30일 토마스 윌리엄스 공군 원수 경

### 제2전술공군
- 1951년 10월 1일 로버트 포스터 공군 최고사령관 경
- 1953년 12월 3일 해리 브로드허스트 공군 원수 경[6]
- 1956년 1월 22일 밴든 백작 공군 원수
- 1957년 6월 1일 – 험프리 에드워즈-존스 공군 원수 경

### 독일 왕립 공군
- 1959년 1월 1일 – 험프리 에드워즈-존스 공군 원수 경
- 1961년 1월 7일 – 존 그랜디 공군 원수 경
- 1963년 6월 25일 – 로널드 리스 공군 원수 경
- 1965년 12월 6일 – 데니스 스포츠우드 공군 원수 경
- 1968년 7월 16일 – 크리스토퍼 폭슬리-노리스 공군 원수
- 1970년 11월 10일 – 해럴드 브라운로 마틴 공군 원수
- 1973년 4월 4일 – 나이젤 메이너드 공군 원수
- 1976년 1월 19일 – 마이클 비담 공군 원수 경
- 1977년 7월 25일 – 존 스테이시 공군 원수 경
- 1979년 4월 30일 – 피터 테리 공군 원수 경
- 1981년 2월 2일 – 토마스 케네디 공군 원수 경
- 1983년 4월 9일 – 패트릭 하인 공군 원수 경
- 1985년 7월 1일 – 데이비드 패리-에반스 공군 원수 경
- 1987년 4월 13일 – 앤서니 스킹슬리 공군 원수 경
- 1989년 4월 14일 – 로저 팔린 공군 원수 경
- 1991년 4월 22일 – 앤드루 윌슨 공군 원수 경

## 같이 보기
- 영국 왕립 공군 제1전술공군
- 영국 왕립 공군 제3전술공군
- 영국 왕립 공군의 사령부 목록